# Зензеватка
Зензеватка — село в Ольховском районе Волгоградской области, административный центр Зензеватского сельского поселения.
Находится при впадении одноимённой реки в Иловлю.
Неподалёку расположена железнодорожная станция Зензеватка Волгоградского отделения Приволжской железной дороги.

## История
Согласно Историко-географическому словарю Саратовской губернии, изданному в 1898—1902 годах, село заселено в 1770-х гг. либо в начале XIX века крепостными крестьянами помещиков Никифорова, фон Гаген и Каменновых. Село относилось к Ольховской волости Царицынского уезда Саратовской губернии. По сведениям на 1894 год крестьяне села составляли два сельских общества: одно бывших крепостных Никифорова, второе — крестьян фон Гаген и Каменновых. Надел двух обществ — 2028 десятин земли.
С 1928 года — административный центр Зензеватского сельсовета Ольховского района Камышинского округа (округ ликвидирован в 1934 году) Нижневолжского края, с 1935 года — Сталинградского края (с 1936 года — Сталинградской области, с 1961 года — Волгоградской области). В 1940-х в связи со строительством Волжской рокады близ села был основан посёлок станции Зензеватка. В 1987 году посёлок присоединён к селу.

## Население
| 1861 | 1883 | 1891 | 1894 | 1897 | 1911 | 1987  | 2002 |
| ---- | ---- | ---- | ---- | ---- | ---- | ----- | ---- |
| 931  | 921  | 860  | 983  | 1308 | 1312 | ≈1500 | 1759 |

| 2010  | 2012  | 2013  | 2014  | 2015  | 2016  | 2017  |
| ----- | ----- | ----- | ----- | ----- | ----- | ----- |
| 1531  | ↗1540 | ↗1569 | ↗1582 | ↘1581 | ↗1588 | ↗1604 |
| 2018  | 2019  | 2020  | 2021  |       |       |       |
| ↘1556 | ↘1517 | ↘1469 | ↗1478 |       |       |       |